# Leonardo II Tocco
Leonardo II Tocco (ur. ok. 1376, zm. 1418/1419) – syn Leonardo I Tocco i brat Carla I Tocco. Rządził na wyspie Zante, która była częścią Hrabstwa Kefalenii. 

## Życiorys
Czasem dlatego określany hrabią Kefalenii, gdyż współrządził wraz z bratem, wobec którego był wasalem.
Prowadził ambitną politykę zagraniczną, powiększył władzę hrabiów Kefalenii o tereny na południowo-zachodnim Peloponezie. Pomagał bratu w opanowaniu miasta Glarentza i walkach z Księstwem Achai.